# Cistus heterophyllus subsp. carthaginensis
La jara de Cartagena (Cistus heterophyllus subsp. carthaginensis) es una subespecie del taxón Cistus heterophyllus que se ha considerado endémica del levante español.
Se trata de una planta gravemente amenazada cuyo estado de conservación se ha evaluado como “en peligro crítico” según los criterios de la lista roja de la UICN
Es una especie protegida por la normativa nacional y autonómica que está incluida en el Catálogo Español de Especies Amenazadas como especie “en peligro de extinción”, la misma categoría de protección en la que se incluye en los catálogos autonómicos de la Región de Murcia y de la Comunidad Valenciana.
Desde 2018, en aplicación de la Ley 42/2007, del Patrimonio Natural y la Biodiversidad, se considera especie “en situación crítica”, instrumento con el que el Ministerio de Transición Ecológica establece la prioridad de realización de acciones y proyectos de recuperación y conservación que tendrán la consideración de interés general y una tramitación urgente. Se trata de la única especie vegetal entre las siete que cuentan con esta consideración.

## Distribución
La jara de Cartagena es un endemismo del levante español, donde sólo aparece en Cartagena (Región de Murcia), en La Pobla de Vallbona (Comunidad Valenciana) y recientemente en el parque nacional marítimo-terrestre del Archipiélago de Cabrera (Islas Baleares). Sus poblaciones silvestres son muy exiguas y cuentan con escasísimos individuos, siendo el caso extremo la población valenciana que está formada únicamente por una planta añosa descubierta en 1986 y que debido a su autoincompatibilidad no ha podido reproducirse hasta 2012.

## Hábitat
Aparece en áreas termomediterráneas semiáridas, en claros de pinares de Pinus halepensis, pastizales de Brachypodium retusum y en matorrales de degradación postincendio (Bañares et al., 2010).

## Descripción
La jara de Cartagena es un arbusto de entre 80 y 100 centímetros, muy ramoso. Las hojas de la planta son verdes y presentan un denso tomento en el envés. Las hojas superiores aparecen fijas al tallo y son sésiles, mientras que las basales tienen un peciolo (de hasta 0,3 cm). El tamaño de las hojas de la Jara de Cartagena no supera los 2 cm de largo y 1 cm de ancho. Produce unas inflorescencias cimosas, de entre 1 y 3 flores. Las flores presentan 5 sépalos y entre 12 y 25 pétalos de color rosa que miden entre 10 y 25 mm. El fruto es una cápsula negruzca de entre 7 y 9 mm (Castroviejo et al., 1993).

## Biología
La jara de Cartagena es hermafrodita, alógama, polinizada principalmente por coleópteros e himenópteros. Florece todos los años y produce decenas de flores. La fructificación es escasa debido al carácter alógamo de la planta y la falta de atracción de polinizadores por la poca duración de cada flor y la competencia con otras jaras; también la consanguinidad podría disminuir la fructificación. Las semillas se dispersan por el viento o por la acción de los animales. Una vez en el suelo son transportadas por hormigas. Además se vuelven mucilaginosas al humedecerse pudiendo quedar pegadas al cuerpo de animales de paso (Bañares et al., 2010).

## Historia
Fue descubierta en 1901 por  el botánico Francisco de Paula Jiménez Munuera. en la Sierra minera de Cartagena y La Unión como atestiguan sus pliegos de herbario conservados en el Real Jardín Botánico de Madrid, hallazgo que publicó en 1903. Entonces se indicó su distribución como muy abundante en la zona pero posteriormente la zona fue objeto de una intensa explotación minera y fue dada por desaparecida. En 1986, sin embargo, se descubrió un único ejemplar en Puebla de Vallbona en la provincia de Valencia, y en 1993 se descubrieron 9 ejemplares más en la población de El Llano del Beal en Cartagena en las inmediaciones del Parque natural de Calblanque, Monte de las Cenizas y Peña del Águila. Muy poco tiempo después la zona del Llano del Beal sufrió un incendio que calcinó estos 9 ejemplares si bien, afortunadamente, el propio incendio reactivó el banco de semillas del suelo, lo que dio lugar a la aparición de numerosas plántulas durante el invierno de 1999, algunas de las cuales sobreviven hasta nuestros días, los cuales forman el grueso de la población ibérica silvestre de Cistus heterophyllus ssp. carthaginensis (que se completa con la única planta valenciana). Investigadores de la Universidad de Murcia recolectaron semillas previas al incendio (entre 1994 y 1997) que germinaron en invernadero y fueron utilizadas para realizar varias plantaciones experimentales con el apoyo de la Asociación Ecologista ANSE.
Algunos análisis posteriores demostraron que estos 9 ejemplares del Llano del Beal presentaban trazas de hibridación con la jara común o Cistus albidus. Algunas espacios protegidos de Cartagena como Peñas Blancas, en el parque natural de la Sierra de la Muela, Cabo Tiñoso y Roldán o las Canteras romanas de Cartagena han acogido plantaciones experimentales de esta especie. 
En 2016 se inició un proyecto de reintroducción en la Comunidad Valenciana y en 2017 se llevó a cabo el Proyecto “Acciones para la recuperación y conservación de la especie en peligro de extinción jara de Cartagena (Cistus heterophyllus subsp. carthaginensis)”  con el objetivo de reducir la amenaza de extinción a la que se enfrenta la especie en la Región de Murcia, desarrollando una estrategia integrada que combina técnicas de conservación in situ y ex situ, junto con otras medidas relacionadas con la divulgación y sensibilización social en el ámbito local, regional y nacional.